# ジェフリー・ダマー
ジェフリー・ダマー（Geoffrey William Arnold Dummer、1909年2月25日- 2002年9月9日）はイギリスの電子技術者、コンサルタント。
集積回路の開発へとつながる概念を普及させた最初の人物だと言われている。1940年代には、マルバーンにある電気通信研究所で、最初のレーダー訓練士に合格し、信頼性工学の先駆者となった。
TREの同僚たちとの研究から、シリコンのような物質上に、複数の回路素子を作製することが可能であると確信した。
1952年には、ワシントンD.C.で開催された学会で概念的な研究を発表し、集積回路の話題について公に発言した最初の人物の一人となった。その結果、彼は「集積回路の予言者」と呼ばれるようになった。
2000年に脳卒中でマルバーンの老人ホームに入院し、2002年9月に93歳で死去した。

## 生涯

### 生い立ち
ダマーは、1909年2月25日にイギリスのヨークシャー州ハルで生まれ、セール高校と、1930年代初頭からマンチェスター工科大学で電気工学を学ぶ。
1931年にムラード・ラジオ真空管社で、顧客から返品された不良真空管を検査して故障の原因を突き止める仕事に就く。技術者は、1日に1000個の真空管を処理することが期待されていた。
1935年、A.C.コソー社に移り、ブラウン管、タイムベース、回路を担当した。
1938年、Salford Electrical Instruments社に移り、高周波研究所に勤務した。
翌年、年俸275ポンドで国防省の技術士官となり、R. J. Dippy率いるチームとともに、航空省研究施設（後にTelecommunications Research Establishment（TRE）、王立レーダー施設（RRE）として知られる）に出向した。このグループは、史上初のプランポジションインジケーター（レーダー用対象物想定位置表示装置、PPI）の製作に携わり、2つの特許を取得した。
1940年代初頭には、マルバーンの電気通信研究施設（TRE）、後の王立レーダー施設（RRE）に勤務していた。

### 第二次世界大戦
マルバーンのRREの勤務者にとって、戦争初期に開発のペースは飛躍的に上がり、英国空軍との密接な協力関係が確立された。
1942年、ダマーは合成訓練機設計グループを立ち上げ、戦時中に使用される70種類以上のレーダー訓練機の設計、製造、設置、サービスを担当した。 1943年には米国とカナダを訪問し、訓練機に関する助言を行い、米国での同様の訓練装置の設置に協力した。

### コンポーネントの信頼性への原動力
1944年には、物理・熱帯試験所と、産業界と新しい部品や材料の契約を結ぶコンポーネントグループの部門長に就任していた。
レーダーを使った経験から、部品に興味を持つようになった。「レンガやモルタルは、信頼性に欠けるものが多かったのです」。 信頼性を追求するあまり、新しい技術や工法を模索するようになった。1947年1月、彼はA.C.ビビアン博士と一緒に、部品を衝撃や湿気から守るために、初めてプラスチック製の樹脂封止型回路を作った。また、プリント配線法やエッチング技術を研究し、レーダー装置への利用を奨励した。

### 集積回路の概念の考案
1952年5月7日の米国電子部品シンポジウムでダマーは論文を読み上げた。その論文の最後では次のように述べていた。「トランジスタの出現と、一般的な半導体の研究により、今や電子機器は、接続線のない固いブロックの中にあることを想像することが可能になった。ブロックは、絶縁材料、導電材料、整流材料、増幅材料の層で構成され、電子機能は、さまざまな層の領域を切り取ることによって直接接続される」。
これが、公に集積回路に言及した最初の記述だと、一般に受け入れられている。
後日、彼は次のように述べている。

私たちは、部品の小型化、信頼性の向上、そして、さらなる小型化に取り組んできました。 そして、その目的を達成するためには、ソリッドブロックの形しかないと考えたのです。そうすれば、接点の問題もなくなり、小さな回路で高い信頼性が得られます。 だから、私はそれを続け、業界を根幹から揺さぶったのです。私は、この発明がマイクロエレクトロニクスの将来と国民経済にとっていかに重要であるかを理解してもらおうとしたのです。
彼の考えた集積回路を実用化するには、まだトランジスタなどの能動素子が存在せず、そういう能動素子のアイデアがあったとしても、適切に製造できる技術水準に達していないという現実が制約となっていた。
さらに、開発業務を委託する適切な権限がないため、彼のConstructional Techniques Groupの支援のもと、プレッセイ社と小規模な契約を結ぶことで乗り切った。
しかし、成果は、1957年9月にRREマルバーンで開催された「国際部品シンポジウム」で、固体回路技術の可能性を示すモデルとして発表された。
このモデルは、フリップフロップを、4個のトランジスタで形成するように適切にドープされた半導体材料の固体ブロックの形で表したものである。 
4つの抵抗はシリコンのブリッジ回路で表現し、その他の抵抗とコンデンサは絶縁膜を介在させてシリコンブロックに直接フィルム状に蒸着した。 この回路は、設計の練習用であったが、2年後にジャック・キルビーが特許を取得した回路とあまり変わりがない。
ダマーは、自身がマイクロエレクトロニクスの発明者だとは主張していない。発明者は、キルビーの最初の試作品を平面プロセスによって信頼できる製造可能な製品に仕上げたロバート・ノイスとジャン・ヘルニのほうだとしており、そちらがダマーが待ち望んでいたことだったのである。 
彼は、IC開発への英国の実質的な投資を促すキャンペーンを始めたが、関心を持って受け止められることは、ほとんどなかった。
英国軍はICの運用上の必要性を認識することが全くできず、英国の企業は自己資金を投入することに消極的であった。
彼は後にこう言っている。「しかし、それは言い訳に過ぎない。ありていの事実を言えば、誰もリスクを取ろうとしなかった、ということなのだ。政府組織の側は、申請が無かったから、との理屈で契約を締結しなかったし、申請する側のほうも、それの経験がないから、として、欲しいとは言わなかった。これはまさしく「鶏が先か、卵が先か」の状況だ。 アメリカ人たちは資金を賭けたというのに、この国ときたら、それが非常に遅かった」。英国で半導体産業が盛んになるには、何年もかかった。

### 晩年
部品、その設計、構造、応用、信頼性に関する彼の知識と経験は、広く知られるようになった。また、数多くの国際機関や当局と連絡を取り合っていた。世界中の多くの委員会で、メンバーおよび委員長として活躍した。
BBCテレビの人気番組「トゥモローズ・ワールド」に出演し、集積回路の素晴らしさを説いた。
1964年には、王立レーダー施設（RRE）で「マイクロエレクトロニクスのための電子ビーム技術」シンポジウムを主催した。
電子機器、発明、発見、部品、信頼性などに関する数多くの書籍を、マグロウヒル社、ピットマン社、特にペルガモン・プレス社の電子データシリーズ（全39巻）など、いくつかの出版社で出版している。
1966年に応用物理学監を退官してからは、コンサルタントとして活躍する一方、数多くの著作を発表し続けた。 また、自身が創刊したペルガモン社の「マイクロエレクトロニクスと信頼性」誌の編集長や、「電子部品」誌（United Trade Press社）の編集顧問も務めた。
1992年に妻のドロシーが亡くなり、その後、ジューンと再婚した。1999年に脳卒中で倒れ、最後の2年半をマルバーンのペリンズハウスで過ごした。2002年9月に亡くなり、マルバーン墓地に埋葬された。

### 家族の歴史
ジェフリー・ウィリアム・アーノルド・ダマーは1909年2月25日、イギリスのキングストン・アポン・ハルで、管理人のアーサー・ロバート・ウィリアム・ダマーとデイジー・マリア・キングの息子として生まれた。ジェフリーは1934年にドロシー・ホワイトレッグと結婚し、バックローで婚姻届を出した。一人息子のスティーブン・ジョンは、1945年にケント州ベアステッドで生まれた。
1966年5月、ジェフリーは、ジェフリーの家族歴に関して、歴代ダマー一族の研究を開始したマイケル・ダマーから連絡を受けた。 当時、ジェフリーは祖父母より先祖についてほとんど何も知らなかったが、刺激を受けて彼らの研究を始めた。 
特に、15、16、17世紀にハンプシャー州に領地を持ち、海軍の測量官だったエドマンド・ダマーや、マサチューセッツ州建国の父の一人であるリチャード・ダマーなどの名家とのつながりを持ちたいと考えていた。
しかし、この研究が彼を違った方向へ導くことになった。彼の父親は、祖父モーゼス・ダマーが看守を務めていたゴートンの市立刑務所で生まれた。
ジェフリーは、モーゼスがウィルトシャーのラコック村で生まれたことを突き止めた。ラコックの教区台帳を調べると、1559年までさかのぼるダマーの長い家系が見つかり、1732年のロバート・ダマー以降の自分の家系を明確に証明することはできなかったが、彼のルーツがラコックの長い道のりにあることは明らかであった。
モーゼス、ロバート、エフライムという名前が繰り返し登場する。ラコックの他の一族と同様、一族の多くが織物業を営んでおり、教会近くの小さな荷車橋は、かつてダマーの橋として知られていた。 悲しいことに、ジェフリーの一人息子で商船隊の将校だったスティーブンは、1983年にモンバサで溺死し、ジェフリーの家族史への興味は終わり、彼の調査した記録はマイケル・ダマーに受け継がれた。

## 公職
- レーダー研究所のコンポーネント分野の専門チームの責任者。
- 合同サービス無線コンポーネント研究開発技術委員会のメンバー。
- 無線コンポーネント標準化委員会のメンバー。
- R.C.R.D. トランジスタ部品のパネル議長。
- R.C.R.D. 固定および可変抵抗器に関する小委員会委員長。
- 北大西洋条約機構（NATO） 抵抗器の標準化に関する小委員会委員長。
- 北大西洋条約機構（NATO） コンデンサの標準化のための小委員会英国代表。

## 受章・栄典
- 1945年、レーダー合成訓練機に関する業績により、大英帝国勲章を受章。
- レーダー合成訓練機の開発により、米国自由勲章 (Bronze Palm) を受賞。
- 1964年、マイクロエレクトロニクスの信頼性による航空安全への貢献により、英国王立航空協会より「ウェイクフィールド・ゴールドメダル」を受賞。
- 1964年、コロラド大学で開催された電子回路パッケージング・シンポジウムに大西洋横断電話で参加したことにより、コロラド州の名誉市民となる。
- マイクロエレクトロニクス部品に関する業績が評価され、IEEEクレド・ブルネッティ賞を受賞。

## 著作

### 著書
- Fixed Capacitors (Pitman 1956)
- Fixed Resistors (Pitman 1956)
- Variable Resistors and Potentiometers (Pitman 1956)
- Variable Capacitors and Trimmers (Pitman 1957)
- Electronic Equipment Reliability (with N. Griffin) (Pitman/Wiley 1960 )
  - 藤沢俊男, 斎藤嘉博 訳『電子装置の信頼性』近代科学社、1963年。
- Fixed & Variable Capacitors (with H. M. Nordenburg) (McGraw-Hill 1960)
- Microminiaturization: Proceedings of the AGARD Conference 1961 (Pergamon 1961)
- Miniature & Microminiature Electronics (with J. Wiley Granville) (Pitman 1961)
- Electronic Equipment Design & Construction (with Cledo Brunetti & Low K. Lee) (McGraw-Hill 1961)
- Wires & R.F. Cables (with W. T. Blackband) (Pitman 1961)
- Environmental Testing Techniques for Electronics & Materials (Pergamon 1962)
- British Transistor Diode & Semiconductor Devices Annual 1962–63 (with J. Mackenzie-Robertson) (Pergamon 1962)
- Electronic Components, Tubes and Transistors (Pergamon 1963)
- World Lists of Electronic & Component Specifications (1963 & later) (with J. Mackenzie-Robertson)
- Solid Circuits & Miniaturization – Proceedings of the Conference held at West Ham College of Technology June 1963 (Macmillan/Pergamon 1964)
- Proceedings of the First Microelectronics Lecture Course (United Trade, London 1965)
- Electronics Reliability – Calculations & Design (Commonwealth & International Library 1966)
- Modern Electronic Components (NY Philosophical Lib. 1959, Pitman 1966)
- Japanese Miniature Electronic Components Data 1966–67 (Pergamon 1966)
- Connectors, Relays & Switches (with N. E. Hyde) (Pitman 1966)
- Medical Electronics Equipment 1966–67 (with J. Mackenzie-Robertson) (eds) (also later editions)
- Educational Electronics Equipment 1966–67 (Pergamon 1967)
- Fluidic Components & Equipment 1968–69 (Pergamon 1968)
- Anglo-American Microelectronics Data (1968) (with J. Mackenzie-Robertson)
- German Miniature Electronic Components & Assemblies Data (1968)
- Electronic Connections, Techniques and Equipment (Pergamon 1969) (with J. Mackenzie-Robertson)
- Materials for Conductive and Resistive Functions (Hayden 1970)
- Automobile Electronic Equipment 1970–71 (Pergamon)
- Banking Automation (1971)
- Electronic Inventions 1745–1976 (Elsevier 1976, Pergamon 1977)
- Semiconductor & Microprocessor Technology – Selected Papers Presented at the SEMINEX Technical Seminar (Elsevier 1978)
- Electronic Inventions and Discoveries: Electronics from Its Earliest Beginnings to the present Day (Ifac Proceedings Series) (Pergamon 1983)
- The Timetable of Technology (ed) (Hearst 1982)
- An Elementary Guide to Reliability (Butterworth-Heinemann 1997) (later editions with R. C. Winton and Michael H. Tooley).
- Newnes Dictionary of Electronics (Newnes 1999) (with S. W. Amos and Roger Amos)
- The Electronics Book List (with J. Mackenzie-Robertson)

### ジャーナル
- (International Journal) Microelectronics and Reliability (Elsevier Science) – Founding editor